# Friedrich von Saint Paul
Friedrich Wilhelm Leopold von Saint Paul, eigentlich Wilhelm von Saint Paul, (* 9. April 1768 in Nordenburg; † 3. Februar 1813 in Crossen an der Oder) war ein preußischer Offizier und Ritter des Ordens Pour le Mérite.

## Leben
Friedrich, eigentlich Wilhelm, von Saint Paul entstammte einer hugenottischen Familie, die 1721 in Preußen geadelt wurde. Die Familie stellte die Gutsherren auf Steinbeck, Maternhof und Fuchshöfen im Kreis Königsberg in Preußen. Seine Eltern waren der Oberförster und vormalige Premieur-Leutnant Pierre Jean Leopold von Saint Paul († 1787) und dessen Ehefrau Marie Dorothes Preiß. Er hatte mehrere Geschwister.
Friedrich von Saint Paul ergriff den Beruf eines Offiziers. Er avancierte zunächst nur langsam, wie es in Preußen vor dem Krieg gegen Napoleon die Regel war. Seine militärische Karriere begann nach dem Kriegsbeginn 1806, als er im Regiment „Towarzi“ diente, das zu den Truppen eines der wenigen in diesem Krieg sich erfolgreich schlagenden Generale der Preußischen Armee gehörte. Er wurde Adjutant des Generalleutnants Anton Wilhelm von L’Estocq und Major. Er nahm 1807 an der Schlacht bei Preußisch Eylau teil und schlug sich dabei so tapfer, dass ihm König Friedrich Wilhelm III. am 19. Februar 1807 den Orden Pour le Mérite verlieh. Aus der Begründung: „…hat vom 1.1.1807 bis zur Beendigung des Krieges bei dem Generallieutenant von L'Estocq Generaladjutantendienst gethan und in der Schlacht von Eilau ebenso durch persönliche Bravour sich rühmlich distinguiert, als er während des ganzen Feldzuges durch seine Thätigkeit, Geschicklichkeit und Eifer im Dienst bei allen Gelegenheiten sich vortheilhaft ausgezeichnet hat…“
Mit mehreren Werken trat er auch als Militärschriftsteller in Erscheinung. Wilhelm von Saint Paul wurde Mitglied der durch die Brüder Reinhold und Moritz von Schüler gegründeten Militärischen Gesellschaft.
1797 heiratete er Friederike von Oppeln-Bronikowski (1779–1854). Das Paar hatte mehrere Kinder, die mit einer Ausnahme alle jung starben:
- Julius Heinrich Friedrich Reinhold (* 12. Januar 1803; † 7. Juni 1849), Oberst, Gefallen bei Fredericia[7] ⚭ 1832 Luise (Ludla) Julie Ernestine Veronika Leopoldine von Reckow (* 3. April 1803; † 2. Dezember 1888).

Seinen Nachkommen, u. a. sein Enkel Ulrich Maximilian Le Tanneux von Saint-Paul-Illaire, wurde vom preußischen Heroldsamt am 24. Januar 1889 die Genehmigung erteilt, den Namen Le Tanneux von St. Paul zu führen.